# Beatrice Hill-Lowe
Beatrice Hill-Lowe, född 26 januari 1868, död 2 juli 1951, var en brittisk bågskytt. Hon deltog vid olympiska sommarspelen 1908.